# Kurt Winkhaus
Kurt Winkhaus (* 7. September 1898 in Bochum; † 6. Februar 1970 in Hamm) war im Ersten Weltkrieg Offizier, im Zweiten Weltkrieg Militärjurist, zuletzt im Rang eines Generalrichters der deutschen Luftwaffe.

## Leben
Winkhaus trat am 20. November 1916 als Vizefeldwebel der Reserve und Offiziersaspirant in das Fußartillerie-Regiment 8 ein. Später diente er im Artillerie-Lichtmeßtrupp 43 sowie im Fußartillerie-Regiment 20. Nach der Demobilisierung dieser Regimenter im Januar 1919 schied Winkhaus zum 31. Januar 1919 aus dem Heer aus und begann ein Jurastudium. Er wurde 1919 Mitglied der Burschenschaft Alemannia Münster. Sein Studium absolvierte er vom 1. Februar 1919 bis zum Dezember 1921 an der Universität Münster und Marburg/Lahn. Am 16. Dezember 1921 legte er seine 1. juristische Staatsprüfung ab. Dem folgte vom 1. Januar 1922 bis Juli 1925 sein juristischer Vorbereitungsdienst in den Amtsgerichten Hörde, Dortmund und am Landesgericht Hamm. Am 29. Oktober 1925 legte er seine 2. juristische Staatsprüfung erfolgreich ab. Am 23. November 1925 trat Winkhaus in den Staatsdienst ein und arbeitete dort zunächst bis Ende September 1927 als Gerichtsassessor beim Amtsgericht in Schweidnitz.
Von Oktober 1927 bis Ende März 1928 agierte er als Hilfsrichter am Amtsgericht sowie Landesgericht in Dortmund. Anschließend arbeitete Winkhaus von April 1928 bis Ende März 1929 als Anwalts- und Notarvertreter in Schweidnitz, Arnstadt und Detmold. Danach kehrte er als Hilfsrichter an das Landesgericht Dortmund zurück, wo er im April 1929 erneut Verwendung fand. Vom 1. Mai 1929 bis Ende Februar 1930 absolvierte Winkhaus einen Probedienst beim evangelischen Konsistorium in Berlin und Münster, wo er von März bis September 1930 eine Arbeit als Konsistorialassessor nachging. Zum 1. Oktober 1930 stieg Winkhaus zum Konsistorialrat auf und war in dieser Position bis Ende März 1935 beim evangelischen Konsistorium in Münster und Magdeburg angestellt.
Zum 1. April 1935 trat Winkhaus der Luftwaffe bei und war dort zunächst bis Ende Oktober als Militärjustizbeamter auf Probe im Reichsluftfahrtministerium (RLM) eingesetzt. Anschließend war er von November 1935 bis Ende Februar 1936 Richter beim Gericht des Höheren Kommandeurs der Flakartillerie in Münster. Danach agierte Winkhaus bis zum 19. Mai 1939 als Richter am Luftwaffenobergericht in Münster, später Wien. Hier stieg er am 20. Mai 1939 zum Oberkriegsgerichtsrat des Dienstaufsichtsbezirks 4 (Wien) auf. Diese Position behielt er bis Ende September 1942 inne.
Vom Oktober 1942 bis zum 8. Mai 1945 war Winkhaus Chefrichter im Luftwaffenkommando 4, später in den Luftwaffenkommandos 2 sowie 10. Hier wurde er am 1. Mai 1944 unter gleichzeitiger Umernennung zum Generalrichter zu den Offizieren des Truppen-Sonderdienstes versetzt. Bei Kriegsende geriet er Kriegsgefangenschaft, aus der er 1947 entlassen wurde.

## Auszeichnungen (Auswahl)
- Eisernes Kreuz (1939) II. und I. Klasse
- Deutsches Kreuz in Silber am 20. April 1945